# Juniperus angosturana
Juniperus angosturana  es una especie de conífera en la familia de Cupressaceae. Es endémica de  México.

## Hábitat
Se carece de datos para estimar las tasas de declive tanto en el pasado como en el futuro, sino que un continuo descenso se infiere de la situación en gran parte de la población que se produce en un terreno que está, cada vez más, bajo la presión de pastoreo de ganado. La extensión de la presencia es grande, pero el área de ocupación es probablemente limitada, aunque las cifras más precisas no pudieron estimarse debido a una escasez de colecciones de herbario con datos de geo-referencia disponibles (20, con 14 localidades). El área de ocupación se estima en menos de 1.000 km², la población está severamente fragmentada y no es continua en la extensión y calidad del hábitat y en el número de individuos maduros debido a una variedad de amenazas relacionadas con la agricultura. Por tanto, las especies están calificadas para el listado como Vulnerable.

## Distribución
Esta especie es endémica de México: Coahuila, Hidalgo, Nuevo León, Querétaro, San Luis Potosí, Tamaulipas (Sierra Madre Oriental). La extensión de la presencia se estima en más de 90.000 k² pero el área estimada de ocupación se estima entre 500 y 1.000 k².

## Taxonomía
Juniperus angosturana fue descrita por Robert Phillip Adams y publicado en Biochemical Systematics and Ecology 22(7): 704. 1994.
Etimología
Juniperus: nombre genérico que procede del latín iuniperus, que es el nombre del enebro.
angosturana: epíteto